# Mon être cher
Pour plus de détails, voir Fiche technique et Distribution.
Mon être cher (Дорогой мой человек, Dorogoy moy chelovek) est un film soviétique réalisé par Iossif Kheifitz, sorti en 1958,.

## Fiche technique
- Réalisateur : Iossif Kheïfitz
- Photographie : Moiseï Magid, Lev Sokolski
- Musique : Venedikt Puchkov
- Décors : Isaak Kaplan, Bella Mennevitch-Kaplan
- Montage : Venedikt Puchkov
- Date de sortie : 1958